# Irvine (Kentucky)
Irvine es una ciudad ubicada en el condado de Estill en el estado estadounidense de Kentucky. En el Censo de 2010 tenía una población de 2715 habitantes y una densidad poblacional de 705,9 personas por km².

## Geografía

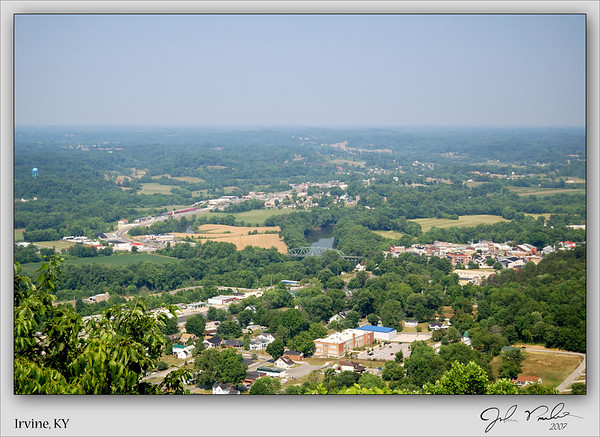
Vista del río Kentucky a su paso por Irvine

Irvine se encuentra ubicada en las coordenadas 37°41′47″N 83°58′6″O / 37.69639, -83.96833. Según la Oficina del Censo de los Estados Unidos, Irvine tiene una superficie total de 3.85 km², de la cual 3.65 km² corresponden a tierra firme y (5.12%) 0.2 km² es agua.

## Demografía
Según el censo de 2010, había 2715 personas residiendo en Irvine. La densidad de población era de 705,9 hab./km². De los 2715 habitantes, Irvine estaba compuesto por el 98.6% blancos, el 0.11% eran afroamericanos, el 0.26% eran amerindios, el 0.04% eran asiáticos, el 0% eran isleños del Pacífico, el 0.22% eran de otras razas y el 0.77% pertenecían a dos o más razas. Del total de la población el 0.29% eran hispanos o latinos de cualquier raza.